# Bainbridge (condado de Geauga)
Bainbridge es un lugar designado por el censo ubicado en el condado de Geauga en el estado estadounidense de Ohio. En el Censo de 2010 tenía una población de 3267 habitantes y una densidad poblacional de 364,14 personas por km².

## Geografía
Bainbridge se encuentra ubicado en las coordenadas 41°23′46″N 81°20′9″O / 41.39611, -81.33583. Según la Oficina del Censo de los Estados Unidos, Bainbridge tiene una superficie total de 8.97 km², de la cual 8.79 km² corresponden a tierra firme y (2.08%) 0.19 km² es agua.

## Demografía
Según el censo de 2010, había 3267 personas residiendo en Bainbridge. La densidad de población era de 364,14 hab./km². De los 3267 habitantes, Bainbridge estaba compuesto por el 96.27% blancos, el 1.53% eran afroamericanos, el 0.06% eran amerindios, el 0.61% eran asiáticos, el 0.12% eran isleños del Pacífico, el 0.37% eran de otras razas y el 1.04% pertenecían a dos o más razas. Del total de la población el 0.92% eran hispanos o latinos de cualquier raza.